# Bad Acid Trip
I Bad Acid Trip sono un gruppo musicale alternative metal statunitense, formatosi nel 1989 ad Hollywood (California).
Attualmente sono sotto contratto con l'etichetta discografica Serjical Strike Records di proprietà del cantante dei System of a Down Serj Tankian e al momento hanno pubblicato tre album in studio e un EP.

## Formazione
Attuale
- Dirk Rogers - voce
- Keith Aazami - chitarra, banjo, voce
- Caleb Schnider - basso
- Jose Perez - batteria

Ex componenti
- Chris Mackie - basso

## Discografia

### Album in studio
- 1999 – For the Weird by the Weird
- 2004 – Lynch the Weirdo
- 2011 – Humanly Possible

### EP
- 2009 – Symbiotic Slavery

### Altro
- 1989 - 12 Pack and a Dime Demo
- 1993 - 4-Ken Demo
- 1995 - Live From the Fudge EP
- 1995 - Bad Acid Trip Demo
- 2002 - Tango and Thrash Split album con i Municipal Waste